# Adamo ed Eva (Cranach Besançon)
Adamo ed Eva (in francese: Adam et Ève) è un dittico realizzato dal pittore tedesco Lucas Cranach il Vecchio nel 1508-1510 circa. L'opera è conservata al  musée des Beaux-Arts et d'Archéologie di Besançon, in Francia. Si tratta di una delle opere più antiche di una vasta serie dell'artista dedicata a questo soggetto. Per esempio, lo trattò di nuovo nel 1528, con il suo Adamo ed Eva della galleria degli Uffizi, a Firenze, in Italia.

## Descrizione
L'opera venne realizzata con la tecnica della pittura a olio su tavola e raffigura Adamo ed Eva dinnanzi a uno sfondo nero al momento della caduta dell'uomo, un episodio chiave del libro della Genesi. I due sono in piedi, nudi e a entrambi i lati del tronco dell'albero della Conoscenza, sul cui ramo appare il serpente malefico. La prima donna e il primo uomo tengono nelle mani delle mele, le cui foglie ricadono così da nascondere per convenienza i loro genitali allo spettatore. La giovane donna ha già commesso il peccato originale, dato che ha morso il frutto proibito.